# Vespa ducalis
Vespa ducalis, im Englischen auch als Black-tailed Hornet bezeichnet, ist eine Hornisse in der Gattung Vespa. Sie wurde von Frederick Smith im Jahr 1852 beschrieben. In Japan wird sie als himesuzumebachi (姫雀蜂, wörtlich übersetzt: Prinzessin-Sperlingswespe) bezeichnet.

## Beschreibung
Die Arbeiterinnen haben eine Körperlänge von 24 bis 32 mm, während die Königin etwa 37 mm groß ist. Sie haben eine markante schwarze Schwanzspitze. Sie sind nur geringfügig kleiner als die Asiatische Riesenhornisse (Vespa mandarinia), die eine Körperlänge von etwa 30 bis 55 mm hat.

## Verbreitung
Die Schwarzschwänzige Hornisse kommt in Asien in Ländern wie China (Festland), Hongkong, Indien (nordöstlicher Teil), Japan, der Koreanischen Halbinsel, Myanmar, Nepal, Sibirien in Russland, Taiwan, Thailand und Vietnam (nördlicher und zentraler Teil) vor.

## Nahrung
Die Larven von Vespa ducalis fressen im Wesentlichen nur die Puppen und Larven von Papierwespen. Daher greifen adulte Tiere oft die Nester von Papierwespen an und jagen die Larven, während sie die erwachsenen Tiere ignorieren. Sie kehren häufig zur selben Zielkolonie zurück, um sie zu plündern.

## Nest
Die von ihr gebildeten Kolonien sind die kleinsten in der Gattung Vespa. Das Nest befindet sich unterirdisch und enthält im Durchschnitt etwa 50 Hornissen.

## Verwendung
Die Larven und Puppen werden in China, in Sumatra die Puppen und auch die adulten Tiere gegessen. In China wird die Art auch medizinisch genutzt.

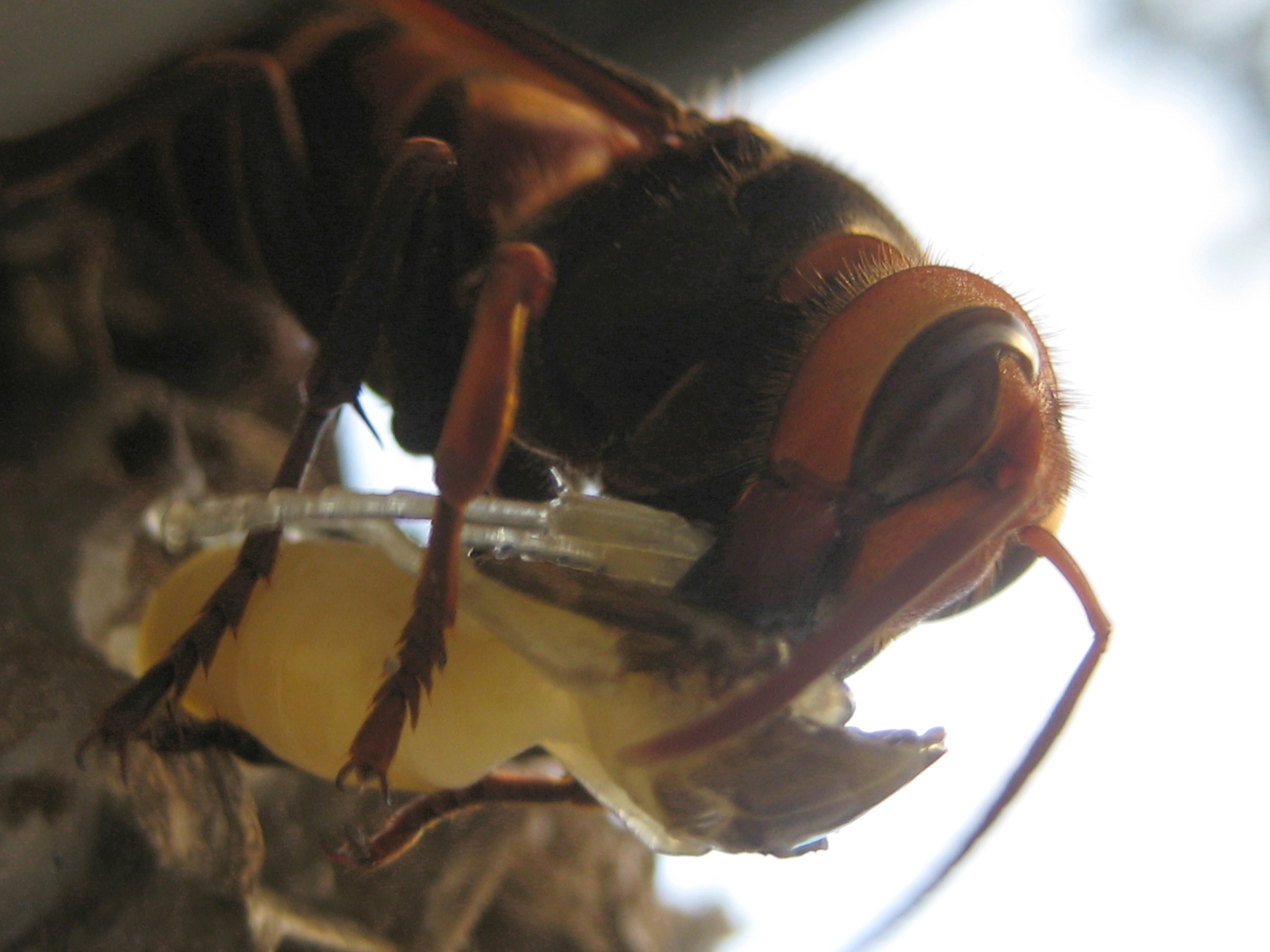
Vespa ducalis greift das Nest einer Papierwespe an.
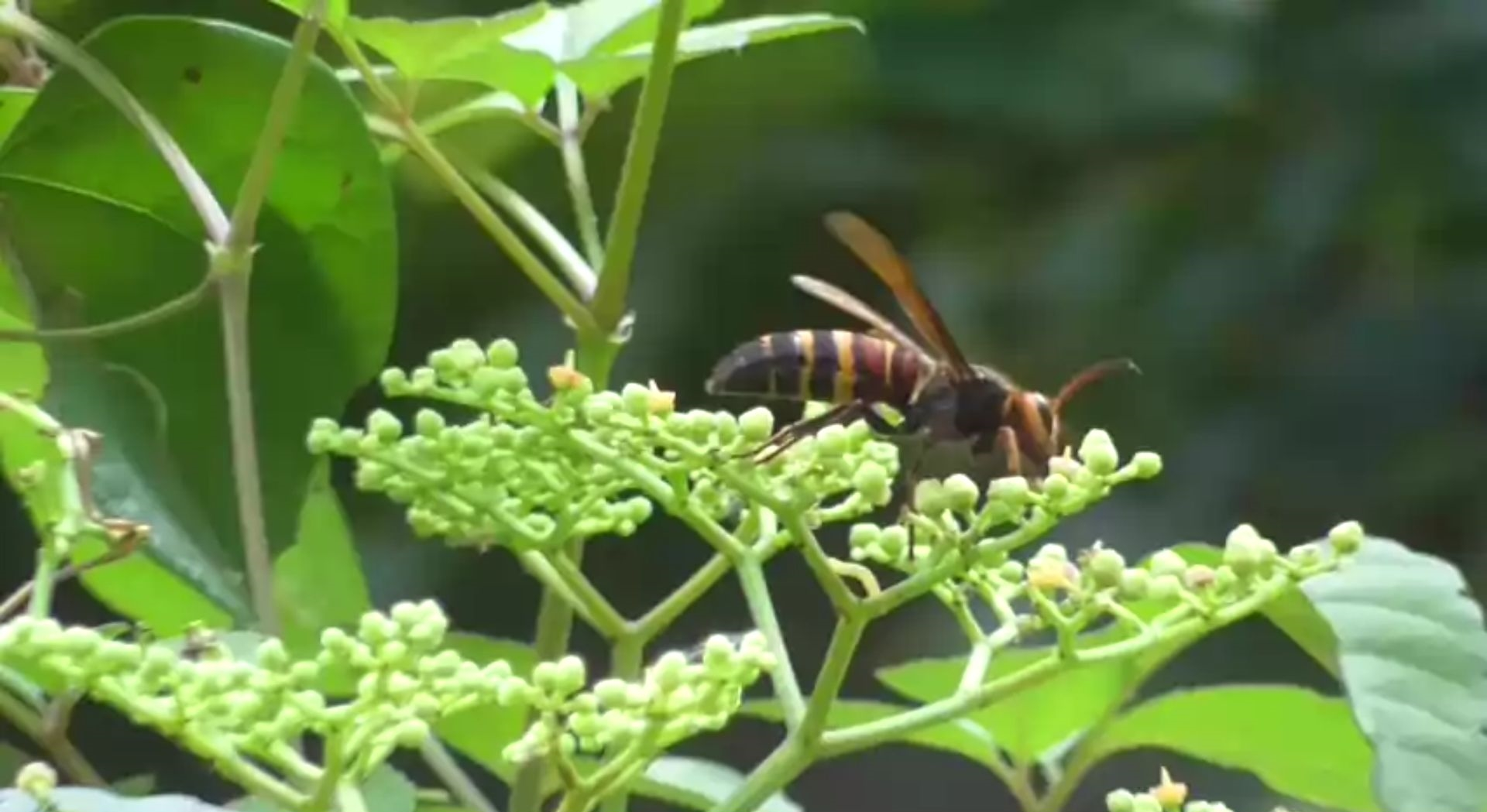
Schwarzschwänzige Hornisse in Japan.